# خوکچه هندی (فیلم)
خوکچه هندی (انگلیسی: The Guinea Pig) فیلمی در ژانر درام است که در سال ۱۹۴۸ منتشر شد. از بازیگران آن می‌توان به ریچارد اتنبرا اشاره کرد.